# Tatsuki Nara
Tatsuki Nara (奈良 竜樹 Nara Tatsuki?, Hokkaido, 19 de septiembre de 1993) es un futbolista japonés que juega como defensa en el Avispa Fukuoka de la J1 League.

## Trayectoria

### Clubes
| Club                      | País  | Año       |
| ------------------------- | ----- | --------- |
| Consadole Sapporo         | Japón | 2011-2015 |
| F. C. Tokyo (cedido)      | Japón | 2015      |
| J. League sub-22 (cedido) | Japón | 2015      |
| Kawasaki Frontale         | Japón | 2016-2019 |
| Kashima Antlers           | Japón | 2020-2021 |
| Avispa Fukuoka (cedido)   | Japón | 2021      |
| Avispa Fukuoka            | Japón | 2022-     |

## Palmarés

### Títulos nacionales
| Título             | Club              | País  | Año  |
| ------------------ | ----------------- | ----- | ---- |
| J1 League          | Kawasaki Frontale | Japón | 2017 |
| J1 League          | Kawasaki Frontale | Japón | 2018 |
| Supercopa de Japón | Kawasaki Frontale | Japón | 2019 |
| Copa J. League     | Kawasaki Frontale | Japón | 2019 |
| Copa J. League     | Avispa Fukuoka    | Japón | 2023 |